# Teknokrati
Teknokrati er en statsform, som styres af eksperter, teknisk indsigtsfulde personer.
Der skulle heri ligge den fordel, at man på basis af rationel udformning af lovgivningen skulle kunne opnå de bedste resultater af den politiske proces.
Kritikere mener derimod at den politiske proces i høj grad også styres af følelser og etiske værdier, som peger mere i retning af det såkaldte “emokrati”, hvorved skeptikerne anser teknokratiet for en trussel mod demokratiet. Kritikerne mener, at overordnede mål kan ikke fastlægges alene ved tekniske løsninger. Fortalere for teknokratier modargumenterer, at etikken kan fastlægge disse mål.
Alt efter standpunkt (eller udgangspunkt) kan man person-prædikere en teknokrat, -som i økonomisk planlægning og i politiske beslutninger vil give tekniske forhold en større betydning end immaterielle hensyn, -som tilhører en socialstrukturelt veletableret gruppe af professionelle teknikere.